# Hande Ataizi
Hande Ataizi (Bursa, 2 de setembro, 1973) é uma atriz e apresentadora de televisão turca. Ela ganhou uma "Altın Portakal" (Laranja Dourada) de melhor atriz por seu filme "Mum Kokulu Kadınlar" em 1996.
Ela foi casada por um dia com Fethi Pekin em 2004. Ataizi foi casada com o jornalista Benjamin Harvey entre 2012 e 2018 com quem tem um filho, Leon.